# 张鸣 (1962年)
张鸣（1962年6月—），男，湖南汨罗人，汉族。中华人民共和国政治人物。1982年8月参加工作，1984年8月加入中国共产党。大学学历，副研究员。

## 生平
张鸣生于今汨罗市李家塅。1982年毕业于武汉大学历史系历史学专业。毕业后进入共青团中央组织部工作，历任组织处科员，副主任科员，主任科员，副处长，处长。1999年3月，任共青团中央青年工作部副部长。2000年9月，调任重庆市委宣传部副部长，后兼任市委党史研究室主任。2003年6月，任重庆市委副秘书长。2004年11月，复任重庆市委宣传部副部长。2006年11月，出任重庆市涪陵区委书记。2012年8月，转任重庆市政府副市长、党组成员。2015年1月，升任中共重庆市委常委，2月任市委统战部部长。2015年5月转任市委秘书长。2017年6月，转任市委宣传部部长。
2022年1月，当选重庆市人大常委会副主任。2022年4月，不再担任中共重庆市委常委、宣传部部长职务。2023年，换届卸任重庆市人大常委会副主任职务，但继续担任市人大常委会党组副书记。